# ドラゴンフライ (テレビドラマ)
『ドラゴンフライ』は、2006年のテレビドラマ。WOWOWで放送された。室井佑月の同名小説を原作とする。タレントのほしのあきが星野亜希名義で主演し、恋人の裏切りにより夜の銀座のホステスの世界に身を投じる女性を演じた。

## あらすじ
OLの愛子（星野）は婚約者の篠崎と幸せな結婚を望む普通の女だった。が、ある日突然婚約を解消してくれと篠崎に言われショックを受ける。突然の別れを切り出された愛子は、ある日篠崎が実は隠れゲイであったことを知ってしまう。本命は龍（小林且弥）という男だったのだ。元恋人が男といる姿を見た愛子は、OLを辞めて夜の銀座の世界に飛び込むことを決意する。そしてリュウという源氏名で働くことにするが…。

## スタッフ
- 監督：香月秀之
- 原作：室井佑月
- プロデューサー：青木泰憲、石川浩太郎、櫻井一葉

## キャスト
- 星野亜希
- 金子昇
- 西岡徳馬
- 国分佐智子
- 黄川田将也
- 街田しおん
- 白鳥百合子
- 小林且弥
- 細野佑美子
- 山田玲奈